# Profallia
Profallia is een geslacht van kevers van de familie (Discolomatidae).

## Soorten
- P. buruensis John, 1954
- P. cameroni John, 1954
- P. kraussi John, 1967
- P. vitinus John, 1967